# A-VX
A-VXは、日本電気（NEC）のオフィスコンピュータ用オペレーティングシステム（OS）。大別して以下の3種類のものがある。
- 日本電気（NEC）の販売していたオフコンS3100およびS7200シリーズ上で動作したOS（A-VX10、A-VXII）
- 同上シリーズの後継として発売された、Express5800/600AiシリーズおよびExpress5800/600xiシリーズ上で動作する移行運用用ミドルウェア（A-VXIV、A-VX01）
- NECが販売していた別系統のオフコンS3050シリーズ上で動作したOS（A-VX5）

## 概要
A-VX10およびA-VXIIは、ITOSの設計思想（アーキテクチャ）を継承する後継OSとして開発・販売された。名称の似ているA-VX5は、アーキテクチャとしての出自が異なるNTOSの後継OSである。
A-VXIVおよびA-VX01については、S3100およびS7200シリーズに採用されていたITOS（後継のA-VX10およびA-VXIIを含む）が、Express5800シリーズに採用されたMicrosoft Windows NT系とは互換性のないオペレーティングシステムであった事から、S3100およびS7200の両シリーズ上で動作していたアプリケーションソフトウェアや既存作成データ等を、改変することなく後継機種へと移行できるように開発されたものである。
NECがA-VXIVおよびA-VX01をエミュレータソフトウェアと称していないのは、ただ単に設計思想（アーキテクチャ）の異なるコンピュータ上で既存のアプリケーションソフトウェア等が改変作業なしで移行できるだけというのではない事を主張する為であると考えられる。
主張根拠の例示として、NECは
1. 既存の自社設計方式のRDBを継承しながら、Windows NT系側のOracleおよびSQL Serverへ直接アクセス。自社設計方式のRDBへはExcelなどのWindows NT系の市販アプリケーションがアクセス可能。
2. Webベースで作成したアプリケーションと既存方式のCOBOLアプリケーションの連携運用が可能。

などを挙げている。

## 歴史
NTOSを出自とするもの
- A-VX5（開発終了）

ITOSを出自とするもの
- A-VX10（開発終了）
- A-VXII（開発終了）
- A-VXIV（？- R3.0（1999年6月30日）- R6.5（2003年6月16日）開発終了）
- A-VX01（R1.0（2003年12月1日）- R6.0（2008年12月22日）開発終了）
- A-VX02（R1.0（2009年11月27日）- R3.6（2014年02月28日）開発終了）

## 参考情報
- オフコン練習帳NECのオフコン情報